# Leonardus Syttin
Leonardus „Leonid” Syttin (ros. Леонард Сытин, Leonard Sytin; ur. 3 grudnia 1892 w Wilnie, zm. ?) – litewski strzelec reprezentujący Imperium Rosyjskie, olimpijczyk.
Uczestnik Letnich Igrzysk Olimpijskich 1912, na których wystartował w jednej konkurencji. Zajął 23. miejsce w trapie (startowało 61 strzelców).

## Wyniki

### Igrzyska olimpijskie
| Igrzyska       | Konkurencja | Wynik              | Miejsce | Źródło |
| -------------- | ----------- | ------------------ | ------- | ------ |
| Sztokholm 1912 | Trap        | 81 pkt. (15–24–42) | 23      | [ 1 ]  |